# Jean Vaysse
Jean Vaysse (28 de abril de 1900 — 17 de outubro de 1974) foi um jogador de rugby union francês, medalhista olímpico.

## Carreira
Durante a sua carreira desportiva, esteve associado ao SC Albi e ao Stade Français. Ele integrou a equipe da Seleção da França que conquistou a medalha de prata nos Jogos Olímpicos de Verão de 1924 em Paris. Ele jogou as duas partidas da competição, nas quais os franceses derrotaram a Romênia por 61–3 no Stade de Colombes em 4 de maio, e duas semanas depois perderam para os EUA por 3–17.
Após encerrar a carreira esportiva, trabalhou como corretor na Bolsa de Valores de Paris.